# تسونيو إيماهوري
تسونيو إيماهوري (今堀恒雄 إيماهوري تسونيو) هو ملحن و عازف جيتار ياباني ولد في 5 ديسمبر 1962.

## أعماله في الأنمي

### مسلسلات أنمي تلفزيونية
- هاجيمي نو إيبو
- هاجيمي نو إيبو Rising (بالتعاون مع يوشيهيسا هيرانو)
- جانجريف
- ترايجان

### أوفا أنمي
- هاجيمي نو إيبو Champion Road

### أفلام أنمي
- ترايجان Badlands Rumble

## أعماله في ألعاب الفيديو
- جانجريف
- جانجريف أوفردوز

## وصلات خارجية
- تسونيو إيماهوري على موقع ميوزك برينز (الإنجليزية)
- تسونيو إيماهوري على موقع أول ميوزيك (الإنجليزية)
- تسونيو إيماهوري على موقع ديسكوغز (الإنجليزية)
- تسونيو إيماهوري على موقع ANN person (الإنجليزية)

- نسخة محفوظة 25 أبريل 2005 على موقع واي باك مشين.